# Prawit Wongsuwan
Prawit Wongsuwan (em tailandês:  ประวิตร วงษ์สุวรรณ; Banguecoque, 11 de agosto de 1945) é um militar reformado e político tailandês que, desde 2022, serve como primeiro-ministro do seu país.
Antes foi Ministro da Defesa de 2008 a 2011 e de 2014 a 2019. Ele é o vice-presidente do Conselho Nacional para a Paz e a Ordem (NCPO). De 2004 a 2005 foi o comandante-em-chefe do Exército Real da Tailândia (RTA). Após a decisão do Tribunal Constitucional da Tailândia em 24 de agosto de 2022, onde o tribunal suspendeu o primeiro-ministro geral Prayuth Chan-ocha de servir como primeiro-ministro até a deliberação sobre se ele havia excedido o limite de mandato constitucional para o cargo de primeiro-ministro, Prawit tornou-se primeiro-ministro interino até que o tribunal tome uma decisão sobre a questão.